# Уваров, Юрий Фёдорович
Юрий Фёдорович Уваров (6 марта 1929, Пестово, Ленинградская область) — советский футболист, вратарь. Мастер спорта СССР.

## Биография
С 1930 года проживал в Ленинграде, блокадник (1941—1944).
Работал портным в мастерских при Текстильном институте (октябрь 1946—1947).
В 1948 году — в составе команд II группы «Судостроитель» и «Спартак».
С сентября 1949 по июль 1953 служил в Военно-морском флоте, старшина второй статьи. В 1950 и 1952 годах играл за КБФ Таллин, в 1951 — в составе ВМС Москва.
В классе «Б» в 1953 году сыграл 17 матчей, пропустил 19 голов за «Калев» Таллин, в 1956 сыграл 20 игр за рижскую «Даугаву», в 1957 — 38 игр за ленинградский «Авангард», в составе которого в 1958 году сыграл четыре матча в классе «А».
В составе сборной Латвийской ССР занял 9 место на Спартакиаде народов СССР 1956 года, сыграл один матч против сборной Казахской ССР.